# Callispa vioaceicornis
Callispa vioaceicornis es un coleóptero de la familia Chrysomelidae.
Fue descrita científicamente por primera vez en 1937 por Pic.